# Южный корзиночный усачик
Уcaчик южный корзиночный (лат. Nathrius brevipennis) — вид жуков-усачей из подсемейства настоящих усачей.

## Описание
Жук длиной от 3 до 6 мм, имеет бурую окраску. Переднеспинка  и бёдра красновато-жёлтые.

## Экология
Кормовыми растениями являются: каштан посевной (Castanea sativa), инжир (Ficus carica), орех грецкий (Juglans regia)